# ツルハ
株式会社ツルハは、全国でツルハドラッグ・クスリのツルハ・B&Dドラッグストアを中心に展開するドラッグストア大手である。本社所在地は札幌市東区北24条東20-1-21。現在は、持株会社である株式会社ツルハホールディングスの100%子会社となっている。

## 概要
ツルハは「2010年に1000店舗、売上高2000億円」を目標に掲げ、積極的な出店を行ってきた。仕入れコスト削減による低価格販売、POSデータを用いた効果的な商品展開などによって消費者の支持を集めた。また、同一地域内に多数の店舗を構える「ドミナント方式」によりその地域に同業他社が出店しても客を奪われにくくするなど北海道内では他チェーンや地元薬局を圧倒する存在となった。これはホームセンターのDCMホーマック、家具販売のニトリ、スーパーマーケットのアークスグループなどとともに、「北海道現象」（流通の各業態において、トップ企業がさらに売り上げを伸ばし「ひとり勝ち」する現象）の代表例とされた。1987年以降に本州へ進出し、地元チェーンの子会社化や営業譲受によって店舗数を伸ばしていった。ツルハ本体としても、2008年7月31日に長野県に進出（ツルハドラッグ駒ヶ根店）するなど拡大。2012年には同社初の本格的なディスカウントストア新業態「ビッグダウン」を出店している。
プライベートブランドは同社の主力商品であり種類が豊富にあり、またその売り上げも、ドラッグストア業界の中でも長らくトップを維持していることでも知られている。
業界大手・マツモトキヨシ（当初はサッポロドラッグストアーとの提携、現在はエムケイ東日本販売による運営）の札幌進出や、調剤薬局道内首位・アインファーマシーズによるドラッグストア展開などの影響により、ハピコム（旧イオン・ウエルシア・ストアーズ）加盟による一層の仕入れコスト削減や「M's one」などのプライベートブランド開発なども進めている。また、医薬品、医療機器等の品質、有効性及び安全性の確保等に関する法律（薬機法）改正によるOTC医薬品のコンビニエンスストアなどでの販売解禁に備え、薬剤師がいないと処方できない調剤薬局の併設店舗数を増やすことにも力を入れている。
1995年よりイオン（旧ジャスコ）と資本業務提携しており、2027年を目処にイオン傘下のウエルシアホールディングスと経営統合する協議を始めた。売り上げ規模で上回るウエルシアを完全子会社とする予定。

## 沿革
ここでは株式会社ツルハについて記載。持株会社であるツルハホールディングスも参照。
- 1929年：北海道旭川市で「鶴羽薬師堂」として創業。
- 1975年5月：薬類の卸売りを目的として、株式会社クスリのツルハコントロールセンター（現・株式会社ツルハ）を設立。
- 1987年6月：東京六郷店開店。北海道以外では最初の店舗。
- 1989年7月：店舗数100店舗となる。
- 1991年8月：系列店舗の吸収合併、あるいは経営権譲渡により、ドラッグストア業務をクスリのツルハコントロールセンターに集約、合理化を図る。商号を株式会社ツルハに変更し、本社を札幌市（現在地）に移転。
- 1992年4月：札幌中の島店を機に、調剤業務にも参入。
- 1995年
  - 1月：ジャスコ株式会社（現・イオン株式会社）と業務・資本提携[1]。
  - 10月：東北1号店（幸町店：秋田県横手市）開店。
- 1997年
  - 12月：株式会社クスリのアオキと業務・資本提携。
  - 6月：日本証券業協会に株式を店頭登録。
- 1999年4月：店舗数200店舗となる。
- 2000年11月：株式会社ドラッグトマト（岩手県）の全株式を取得し子会社化。
- 2001年
  - 2月：東京証券取引所第2部上場。
  - 11月
    - 株式会社リバース（神奈川県）を株式交換により子会社化。
    - 店舗数300店舗となる。
- 2002年
  - 5月：東京証券取引所第1部上場。
  - 6月：株式会社ポテトカンパニー（山形県）の全株式を取得し子会社化。
- 2003年10月
  - 株式会社ドラッグトマトを吸収合併。
  - 株式会社くすりの寺田（山梨県）から5店舗の営業権を取得。
- 2004年
  - 2月：子会社の株式会社ポテトカンパニーを吸収合併。
  - 4月：店舗数400店舗となる。
  - 10月：子会社の株式会社リバースが株式会社エバラドラッグ（神奈川県）から5店舗の営業権を取得。
- 2005年
  - 3月：三光ストアを経営する株式会社三光（青森県）からドラッグストア事業（スーパードラッグ3）8店舗の営業権を取得。
  - 10月：全店舗で電子マネーEdy（現・楽天Edy）の使用が可能に。
  - 11月：株式交換により株式会社ツルハホールディングスの100%完全子会社となる[注 1]。
- 2006年8月：店舗数500店舗となる。
- 2007年4月：株式会社信陽堂薬局（千葉県）から11店舗の事業を譲受。
- 2009年6月：子会社の株式会社リバースが株式会社仁天堂（神奈川県）の株式を取得し子会社化。
- 2010年5月：子会社の株式会社リバースが株式会社仁天堂を吸収合併。
- 2011年5月：同じツルハホールディングスの完全子会社であった株式会社サクラドラッグを吸収合併。サクラドラッグの店舗を、順次ツルハドラッグに転換。
- 2012年
  - 4月：甲子園店（兵庫県）開店。ツルハ単体としては初の関西地区進出。
  - 6月：ディスカウントストア新業態の第1号店となるビッグダウン日立会瀬店開店[3]。
  - 10月：栃木県第1号店となる宇都宮東宿郷店開店。
- 2013年
  - 7月：全店舗に電子マネーマルチ端末を導入し、WAON・iD・QUICPayが使用可能となる[注 2]。
  - 8月：同じツルハホールディングスの完全子会社であった株式会社スパーク（愛知県）を吸収合併。
  - 9月：株式会社かもめ（高知県）からドラッグストア・調剤薬局14店舗を譲受。店舗は順次ツルハドラッグに転換されたため、四国地区へ初進出する。
  - 11月：同年8月にツルハホールディングスの完全子会社となった株式会社ウエダ薬局（和歌山県）を吸収合併。
- 2014年1月：交通系電子マネー（Kitaca・Suica・PASMO・TOICA・manaca・ICOCA・SUGOCA・nimoca・はやかけん）が利用可能となる[注 3]。
- 2015年5月16日：株式会社リバースを吸収合併[6]。
- 2017年
  - 4月：新潟県第1号店となる長岡愛宕店開店。
  - 9月：nanacoが利用可能になる。
- 2020年
  - 6月：鶴羽順が新社長に就任。鶴羽順は鶴羽樹会長の次男。
- 2024年
  - 5月：同じツルハホールディングスの完全子会社であった株式会社ビー・アンド・ディー（愛知県）を吸収合併。同社が運営していた「B&Dドラッグストア」を当社の店舗ブランドとして組み込んだ。

## 店舗
当社は2024年8月15日現在、1,411店舗でツルハグループの大半を占めており、北海道・東北・関東・中部・近畿及び高知県に展開している。なお、福岡県・佐賀県のツルハドラッグはツルハグループドラッグ&ファーマシー西日本が運営している。
北海道：430店舗
- 札幌市、旭川市、函館市など多くの都市で店舗数1位であり、道内店舗数2位のサッポロドラッグストアーに大差を付けている。
- 根室店及び羅臼店の2店舗はフランチャイズによる店舗である。上記の数字には含まれていない。

東北：602店舗
- 企業単独の開発のほか、地元企業の買収による店舗も多い。道外では宮城県の店舗数が153店舗とトップである。青森県では同業である丸大サクラヰ薬局[注 4]、横浜ファーマシー、紅屋商事が拠点を置いていることもあり、店舗数は68店舗と他の東北各県より少ない。
- 2015年2月5日、ローソンとフランチャイズ契約を結び、ローソンツルハドラッグ仙台五橋店を開店した。日用品のほか、調剤薬局も併設し東北や北海道を中心に3年間で100店の出店を目指したいとしている[8][9]。

関東・甲信越：289店舗
- 関東ではリバースによるフランチャイズ店舗のほか、信陽堂薬局から譲渡された店舗、吸収合併により継承した旧・サクラドラッグ店舗などがある。2012年10月に栃木県に、2017年4月に新潟県に初進出し、関東・甲信越地方では群馬県のみ店舗が（ツルハHD子会社を含め）出店していない。甲信地方の数店舗はくすりの寺田から譲渡されたもの。
- 別途、ツルハHD子会社のくすりの福太郎が240店舗を展開している。

北陸：0店舗
- 2024年8月時点で、当社を含めてツルハHDのグループ内で唯一出店していないエリアとなる。

中部：90店舗（愛知県のみ）
- スパークがフランチャイズで展開開始。一帯はスギ薬局などが拠点を置いているため開発は進んでいなかったが、2017年の春に名古屋市にも短期間で2店舗開店させている。2024年5月に吸収合併に伴って「B&Dドラッグストア」の運営を承継したため、「ツルハ」と「B&Dドラッグストア」の2ブランドで展開している。
- 別途、ツルハHD子会社の杏林堂薬局が静岡県に100店舗を展開している。

近畿：68店舗
- 2012年にツルハ単体として初の兵庫県内の店舗が開店（ツルハHD）。また翌年大阪府泉州地域・和歌山県のウエダ薬局（はーと&はーと）10店舗を買収し、その後は心斎橋エリアにドミナント展開するなど拡大。
- 別途、ツルハHD子会社のレデイ薬局が兵庫県に8店舗を展開している。

中国：0店舗
- ツルハHD子会社のツルハグループドラッグ&ファーマシー西日本（ウォンツ・ウェルネス）が330店舗、レデイ薬局が38店舗展開している。

四国：23店舗（高知県のみ）
- 2013年8月に株式会社かもめより譲り受けた14店舗を皮切りに高知県に集中して出店。
- 別途、ツルハHD子会社のレデイ薬局が201店舗を展開している。

九州：0店舗
- ツルハグループドラッグ&ファーマシー西日本がツルハドラッグとして福岡県と佐賀県に37店舗を展開している。
- ツルハHD子会社のドラッグイレブンが187店舗を展開している。
- 沖縄県では金秀商事がフランチャイズによりツルハドラッグとして5店舗を展開している[10]。

### 備考
前述のように店舗ブランドとしてはツルハドラッグとクスリのツルハの2種類が存在するが、両者はオープンした時期が商号変更する前か後かの違いで、クスリのツルハにおいては食料品の取り扱いがないなど、品揃えが一部異なる。なお、札幌豊平橋店 (閉店) のように、商号変更した後の店舗であってもクスリのツルハの名称を使っていたり、現行ロゴマークを使用して調剤薬局 クスリのツルハとして運営しているケースもある。

### ギャラリー

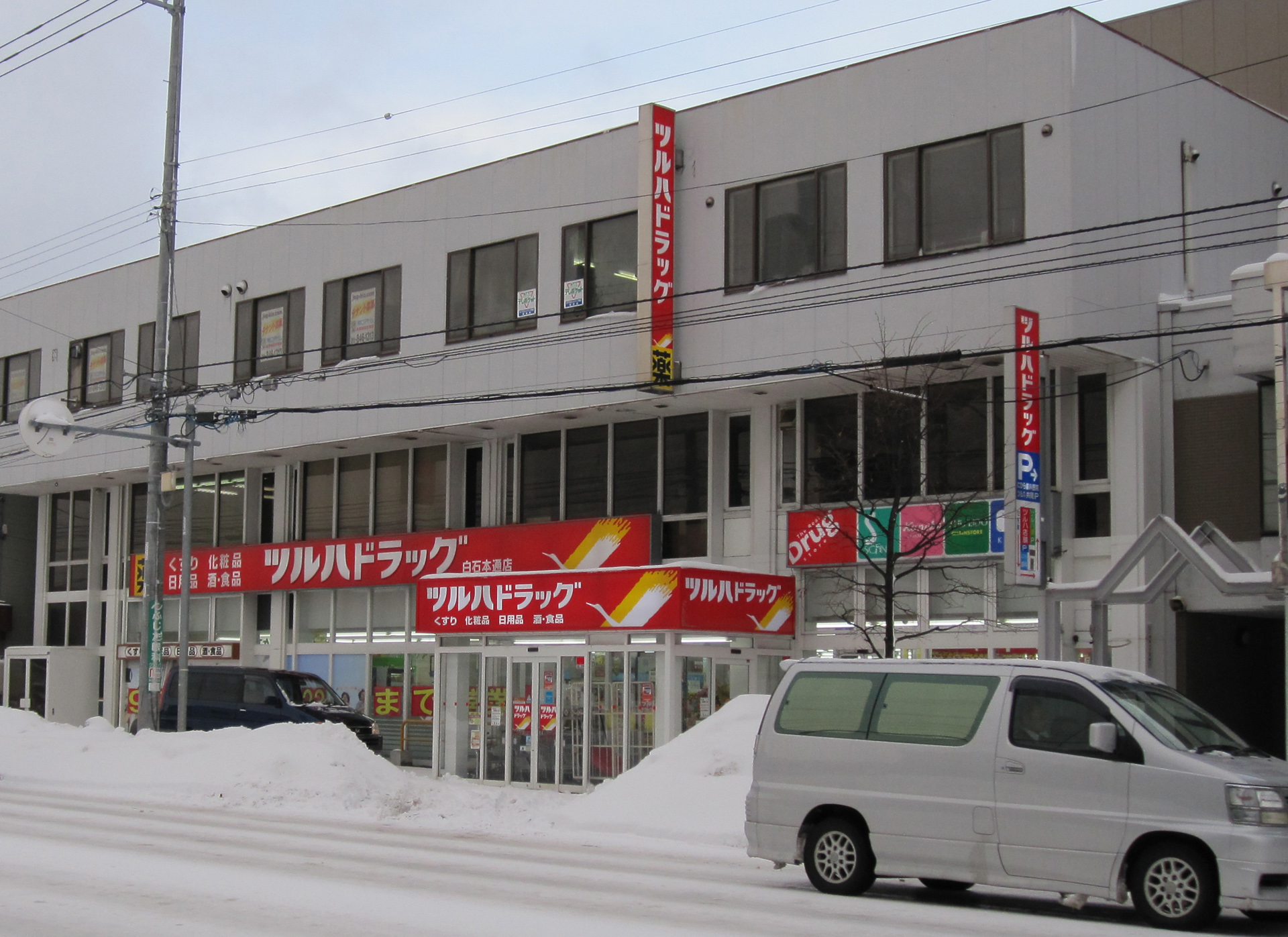
ツルハドラッグ白石本通店（北海道札幌市白石区）
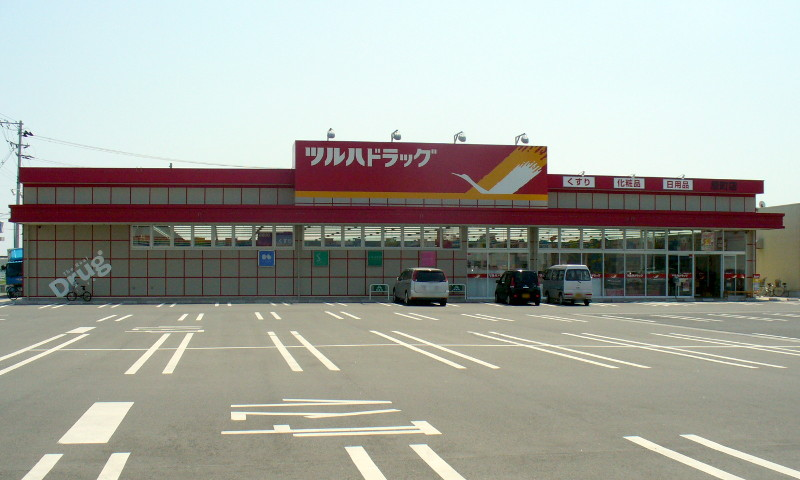
ツルハドラッグ原町店（福島県南相馬市）
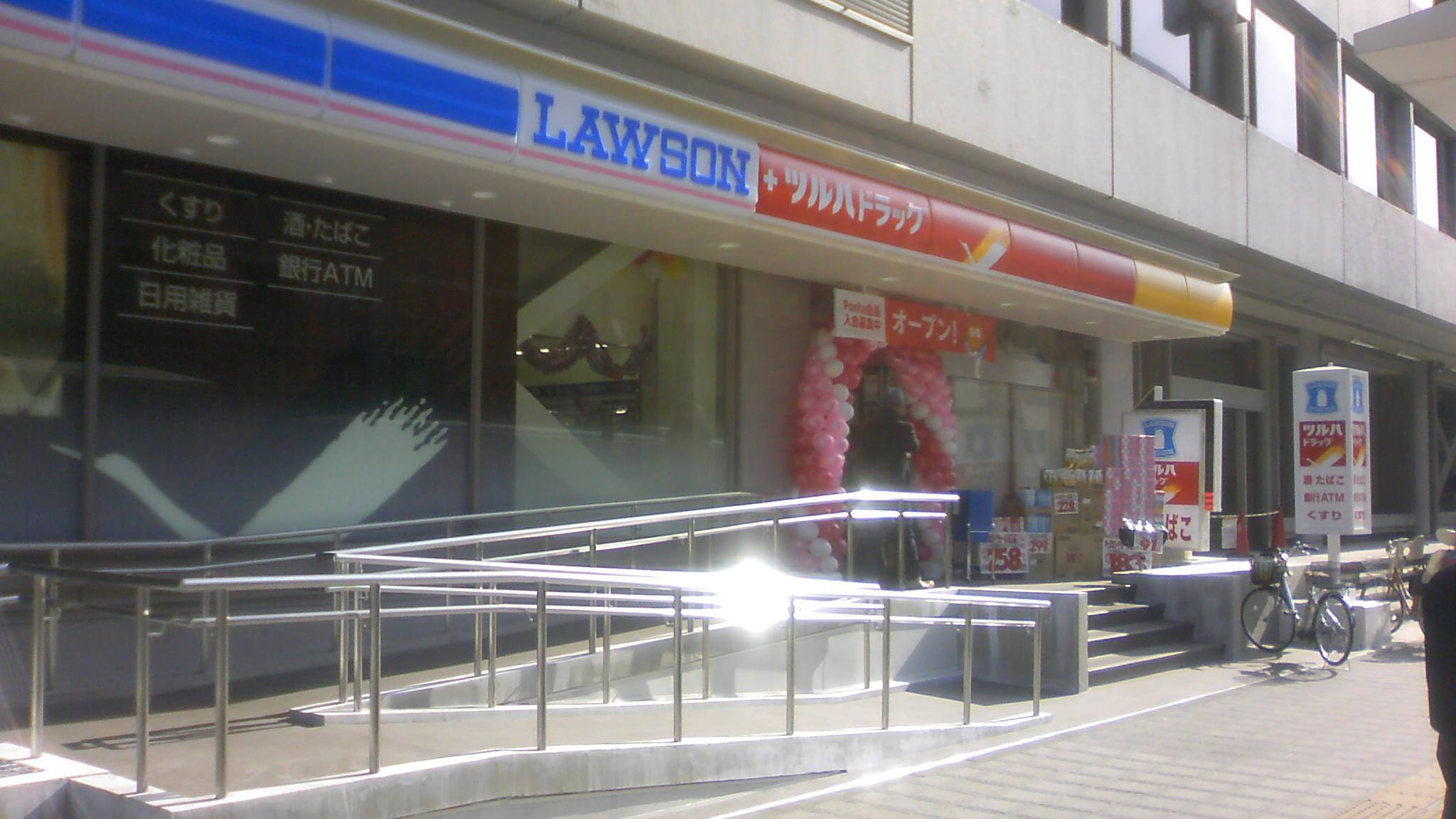
ローソン+ツルハドラッグ 仙台五橋店 （宮城県仙台市若林区）

## ツルハフェスタ
ツルハフェスタ（Tsuruha Festa）は、札幌流通総合会館（アクセスサッポロ）にて毎年5月中旬の土曜日と日曜日に開催されているイベント。
2008年から2012年まで行われていた『北海道健康サ美ット』をリニューアルする形で2013年にスタート。2013年度は「ツルハドラッグ ビューティフルライフフェア」という名称だったが、2014年度以降は上記の名称となった。
キャッチ・コピーは「みつけよう！美と、健康と、豊かな毎日。」
健康サ美ット同様、製薬会社・化粧品会社・飲料メーカー等70社以上の企業が出展し、商品のサンプリングやデモンストレーションなどを行っている。またキッズコーナーを設けており、2013年は巨大エアースライダー、2014年はダンボール迷路とふわふわアスレチックアドベンチャー、2015年はふわふわサークルスライダーが設置されていた。この他2013年度は軽食やドリンクなどを販売するフードコーナーも設置したことがある。
健康サ美ット時代とは異なり、女性タレントを迎えてのトークショーは行われていない。
| 年度   | 開催日            | 備考                                                    |
| ------ | ----------------- | ------------------------------------------------------- |
| 2013年 | 5月25日 - 5月26日 | 「ツルハドラッグ ビューティフルライフフェア」として開催 |
| 2014年 | 5月17日 - 5月18日 | この年から「ツルハフェスタ」となる                      |
| 2015年 | 5月16日 - 5月17日 |                                                         |
| 2016年 | 5月21日 - 5月22日 |                                                         |
| 2017年 | 5月20日 - 5月21日 |                                                         |
| 2018年 | 5月19日 - 5月20日 | 「ツルハフェスタin札幌 鶴の恩返し」として開催           |
| 2019年 | 5月18日 - 5月19日 | 「ツルハフェスタ札幌2019」として開催                    |

### エピソード
元モーディア所属で、現在キャンプロモーションに所属しているモデルの浅井マリカ（旧名：井関あさこ）は2014年と2015年にカネボウブースのコンパニオンを務めていた。
2016年からは歌手によるミニライブが行われており、2016年は藤澤ノリマサ（5月21日）、2017年は松原健之（5月20日）が出演。その模様はSTVラジオ『ウイークエンドバラエティ 日高晤郎ショー』でも生中継された。
2018年8月25日 - 8月26日には、宮城県仙台市の夢メッセみやぎにて『ツルハフェスタ仙台』を開催。先述の藤澤ノリマサもゲスト出演していた。2019年も8月24日 - 25日に仙台で行われており、この時は半﨑美子のライブや東尾理子のトークショーが行われている。
2020年は『ツルハファミリーフェスタ札幌』のタイトルで5月に開催される予定だったが、新型コロナウイルス感染拡大に伴う緊急事態宣言の影響を受け、開催中止となった。先述のツルハフェスタ仙台も同様の理由から同年度の開催を見送っている。なお、これに代わる企画として『ツルハドラッグ×リトル・ママ×HTBオンラインフェスタ』が同年10月2日と3日の2日間開催され、元HTBアナウンサーの国井美佐がMCで参加した。